# Cuissy-et-Geny
Cuissy-et-Geny ist eine französische Gemeinde mit 71 Einwohnern (Stand 1. Januar 2022) im Département Aisne in der Region Hauts-de-France (vor 2016 Picardie). Sie gehört zum Arrondissement Laon und zum Kanton Villeneuve-sur-Aisne.

## Geografie
Die Gemeinde Cuissy-et-Geny liegt 20 Kilometer südlich von Laon im Höhenzug Chemin des Dames. Sie wird umgeben von den Nachbargemeinden Paissy im Norden, Jumigny im Nordosten, Beaurieux und Maizy im Südosten, Pargnan im Süden sowie Bourg-et-Comin und Œuilly im Westen. Im Süden reicht das Gemeindegebiet bis an die Aisne.

## Bevölkerungsentwicklung
| Jahr                       | 1962 | 1968 | 1975 | 1982 | 1990 | 1999 | 2011 | 2021 |
| Einwohner                  | 83   | 70   | 77   | 61   | 72   | 59   | 65   | 71   |
| Quellen: Cassini und INSEE |      |      |      |      |      |      |      |      |

## Sehenswürdigkeiten

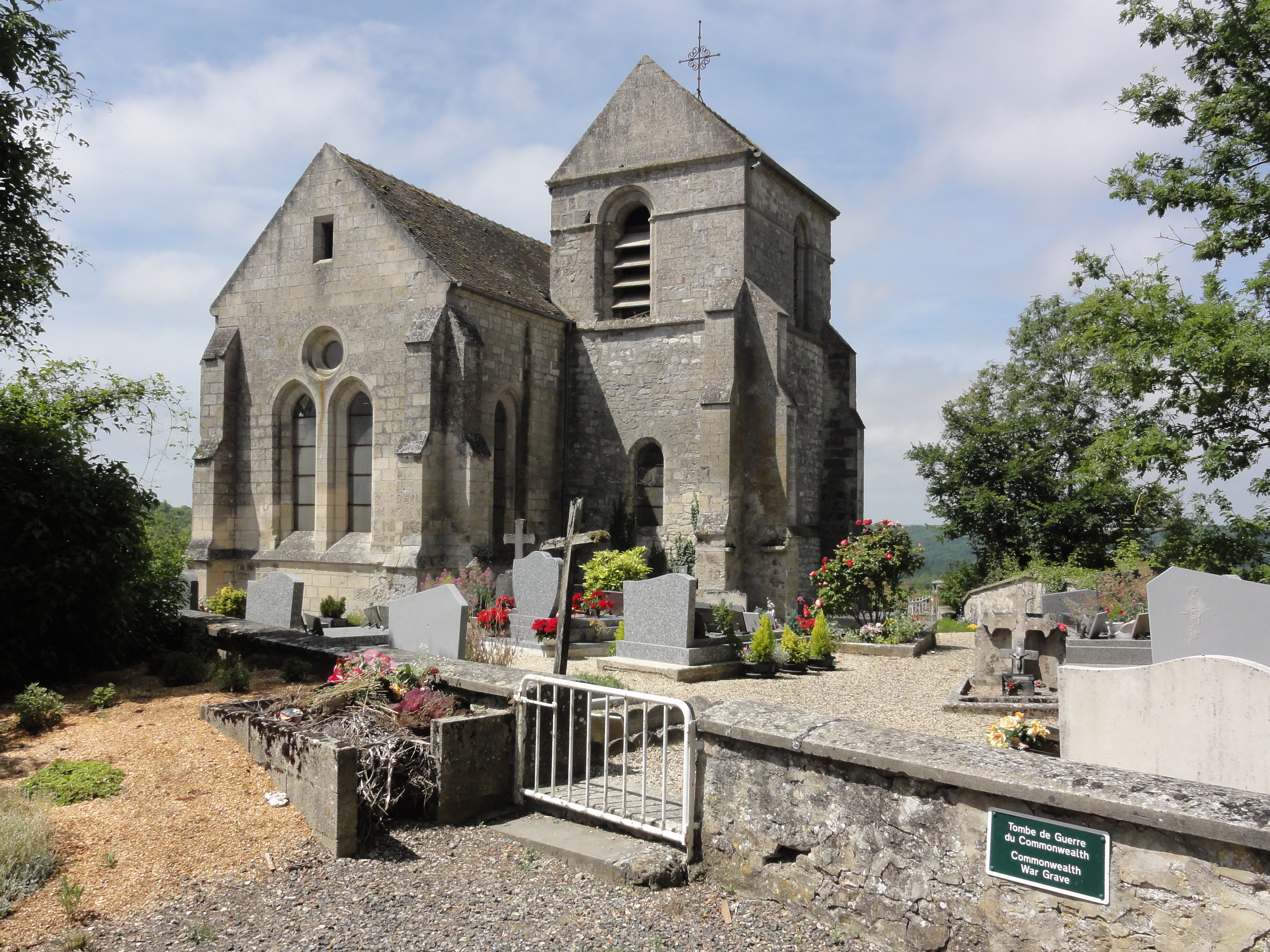
Kirche Saints-Pierre-et-Paul
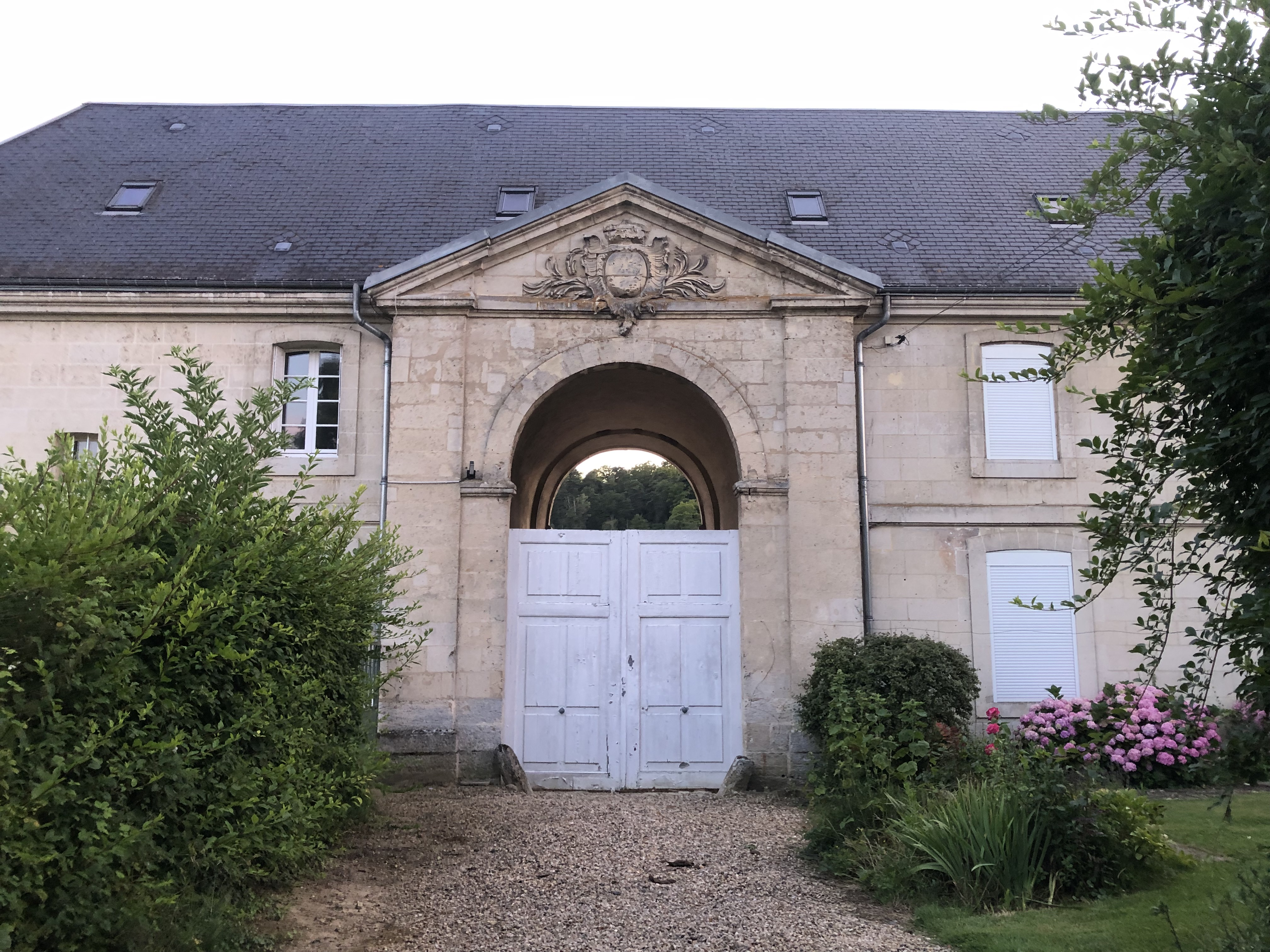
ehemaliges Kloster

- Kirche Saints-Pierre-et-Paul
- Eingangsportal des ehemaligen Klosters